# Smena

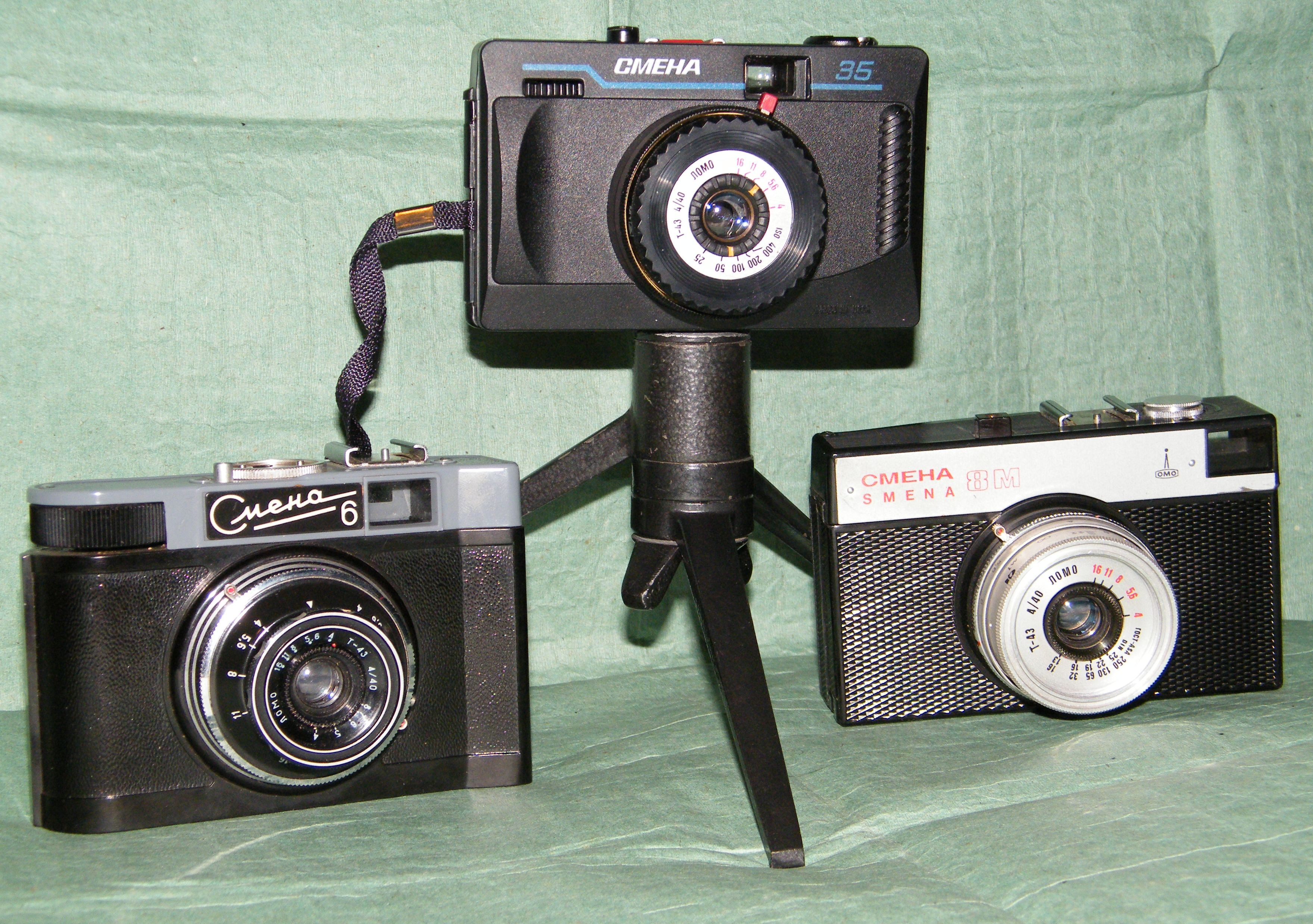
Smena-6, Smena-8M a Smena-35

Smena (rusky Смена) je řada sovětských analogových fotoaparátů vyráběných společností LOMO v letech 1953–1991.
Jednalo se o masově vyráběné levné fotoaparáty. Těla byla plastová, tříčočkový objektiv byl ze skla a kovu.

## Modely
- Smena
- Smena-2
- Smena-2M
- Smena-3
- Smena-4
- Smena-5
- Smena-6
- Smena-7
- Smena-8
- Smena-8M
- Smena-9
- Smena-35
- Smena-Rapid
- Smena-Symbol
- Smena-M
- Smena-Sl

Nejrozšířenějším modelem byla Smena 8M.
- Čočky: Triplet 43, 40 mm, f/4, 3 elements
- Ohnisková vzdálenost: 1 m to infinity, scale-focus
- Rychlosti závěrky: B, 1/15, 1/30, 1/60, 1/125, 1/250
- Typ závěrky: 3 lamely clonová závěrka
- Clony: f/4, f/5,6, f/8, f/11, f/16
- Typ filmu: 35mm film
- Velikost: 70 x 100 x 60 mm
- Hmotnost: 289 g